# Jerzy Jatowtt
Jerzy Jatowtt (* 21. ledna 1952) je bývalý polský zápasník–judista, který od roku 1975 reprezentoval Rakousko.

## Sportovní kariéra
Připravoval se v Gdańsku. V polské reprezentaci se pohyboval od počátku sedmdesátých let ve střední váze do 80 kg. V roce 1972 prohrál olympijskou nominaci na olympijské hry v Mnichově s Adamem Adamczykem. V roce 1973 se během zahraničního soustředění na mistrovství světa v Lausanne rozhodl do Polska nevrátit. Azyl mu poskytlo Rakousko, které mohl reprezentovat od roku 1975. Žil a připravoval se ve Welsu. V roce 1976 startoval na olympijských hrách v Montréalu, kde vypadl ve čtvrtfinále se západním Němcem Fredem Marhenkem. Sportovní kariéru ukončil v roce 1980. Po roce 1990 se vrátil do Polska. Věnuje se trenérské práci. Patří k "západním" judistům, kteří se celoživotně zajímají o japonskou kulturu – japonská bojová umění, japonský jazyk, japonská kaligrafie apod..

## Výsledky
| Turnaj             | Polsko     | Polsko     | Polsko     | Rakousko   | Rakousko   | Rakousko   | Rakousko   | Rakousko   | Rakousko   |
| Turnaj             | 1971       | 1972       | 1973       | 1974       | 1975       | 1976       | 1977       | 1978       | 1979       |
| Turnaj             | 20         | 21         | 22         | 23         | 24         | 25         | 26         | 27         | 28         |
| Turnaj             | lehká váha | lehká váha | lehká váha | lehká váha | lehká váha | lehká váha | lehká váha | lehká váha | lehká váha |
| ------------------ | ---------- | ---------- | ---------- | ---------- | ---------- | ---------- | ---------- | ---------- | ---------- |
| Olympijské hry     |            | —          |            |            |            | úč.        |            |            |            |
| Mistrovství světa  | úč.        |            | —          |            | —          |            |            |            | úč.        |
| Mistrovství Evropy | ?          | ?          | úč.        | —          | —          | ?          | ?          | 3.         | ?          |